# Howard Palfrey Jones
Howard Palfrey Jones (* 2. Januar 1899 in Chicago, Illinois; † 18. September 1973 in Atherton, Kalifornien) war ein US-amerikanischer Diplomat, der unter anderem zwischen 1958 und 1965 Botschafter der Vereinigten Staaten in Indonesien war.

## Leben
Howard Palfrey Jones, Sohn von William Cadwallader Jones und Ida May Noble, absolvierte nach dem Schulbesuch ein Studium an der Columbia University, welches er 1921 mit einem Bachelor of Letters (BLitt) beendete. Er war zwischen 1925 und 1927 als Dozent an der University of Michigan sowie von 1931 bis 1939 Herausgeber der National Municipal Review. Daneben lehrte er zwischen 1933 und 1939 als Professor für Journalismus an der Graduate School of Journalism der Columbia University und war zudem von 1934 bis 1939 Direktor der Forschungsabteilung der Staatlichen Kommission zur Revision der Steuergesetze (State Commission on Revision of Tax Laws) des Bundesstaates New York. Im Anschluss blieb er im Dienst des Bundesstaates New York und war zuerst von 1939 bis 1943 als Civil Service Commissioner Mitglied der Kommission für den öffentlichen Dienst sowie anschließend 1943 für einige Zeit noch als Deputy Comptroller stellvertretender Leiter des Rechnungsprüfungsamtes. Während des Zweiten Weltkrieges leistete er zwischen 1943 und 1947 als Colonel Kriegsdienst in der US Army und war danach von 1947 bis 1948 Leiter des Amtes für öffentlichen Finanzen der Militärregierung für Deutschland (US Office of Military Government for Germany).
Im Anschluss trat Jones 1948 als Foreign Service Officer in den diplomatischen Dienst des Außenministeriums ein und war zunächst zwischen 1948 und 1950 Erster Sekretär und Konsul in Berlín sowie daraufhin von 1950 bis 1951 Direktor für Berlin beim Hohen US-Kommissar für Deutschland, John Jay McCloy. Im Anschluss war er zwischen 1951 und 1954 Erster Sekretär und Konsul an der Botschaft in der Republik China sowie von 1954 bis 1955 Chef der wirtschaftlich Hilfsmission der US Agency for International Development in Jakarta, ehe er im Außenministerium zwischen 1955 und 1958 stellvertretender Leiter der Unterabteilung Ferner Osten (Deputy Assistant Secretary of State for Far East Affairs) war.
Am 20. Februar 1958 wurde Howard P. Jones zum Botschafter der Vereinigten Staaten in Indonesien ernannt und übergab dort am 10. März 1958 als Nachfolger von John Moore Allison seine Akkreditierung. Auf diesem Posten verblieb er mehr als sieben Jahre lang bis zum 24. Mai 1965 und wurde daraufhin von Marshall Green abgelöst. Nach seiner Rückkehr war er zwischen 1965 und 1968 Kanzler des Ost-West-Zentrums EWC (East–West Center), dem Center for Cultural and Technical Interchange Between East and West, eine Bildungs- und Forschungsorganisation mit Sitz in Honolulu, die 1960 vom US-Kongress gegründet wurde, um die Beziehungen und das Verständnis zwischen den Völkern und Nationen Asiens, des Pazifiks und der USA zu stärken. Anschließend war er von 1968 bis zu seinem Tode 1973 als Leitender Forschungswissenschaftler (Senior Research Fellow) für die Hoover Institution tätig sowie zugleich zwischen 1969 und 1972 als Trustee der Christian Science Publishing Society.

## Veröffentlichung
- Indonesia. The Possible Dream, 1971

## Hintergrundliteratur
- Audrey R. Kahin, George McT. Kahin: Subversion as Foreign Policy. The Secret Eisenhower and Dulles Debacle in Indonesia, University of Washington Press, Seattle 1997, ISBN 0-295-97618-7.
- George McT. Kahin: Southeast Asia. A Testament, RoutledgeCurzon, London 2003, ISBN 0-415-29975-6.